# Karl-Heinz Klostermeier
Karl-Heinz Klostermeier (* 22. August 1936 bei Hannover; † 25. Juni 2002 in Bremen) war ein deutscher Rundfunkintendant.

## Biografie
Klostermeier war der Sohn eines Schlossers. Er besuchte bis 1953 die Volksschule und absolvierte ab 1953 eine Lehre in der Verwaltung in der Stadtverwaltung Hannover, bei der er dann als Stadtinspektor bis 1960 tätig war. Am Abendgymnasium erlangte er daneben das Abitur. Er studierte ab 1960 Kunst- und Theatergeschichte sowie Wirtschafts- und Sozialwissenschaften an der Universität München und in den USA. An der Brigham Young University in Provo erwarb er seinen Bachelor of Arts. 1966 schloss er sein Studium an der Universität Berlin als Diplom-Volkswirt ab und war dann kurze Zeit wissenschaftlicher Mitarbeiter an der TU Berlin. 
Nach zwei Jahren als Projektleiter für Planungsforschung in einem Industriebetrieb wechselte Klostermeier 1968 zum Norddeutschen Rundfunk nach Hamburg. Zunächst war er persönlicher Referent des NDR-Intendanten Gerhard Schröder, dann leitete er das Hauptreferat Verbindungen und Beteiligungen, danach die Hauptabteilung Information und schließlich als Betriebsdirektor den Bereich Produktionswirtschaft und Planung. Er war Mitglied der SPD.
Zum 1. Mai 1977 kam Klostermeier als Produktionsdirektor zu Radio Bremen und gehörte dem vierköpfigen Leitungsgremiums des Senders an. Am 1. August 1985 wurde er Intendant des Senders. Diese Position bekleidete er bis zum 30. April 1999, als durch eine Novellierung des Radio Bremen-Gesetzes eine vorgezogene Neubesetzung des Intendantenpostens erfolgte. Er war danach – in einer für ihn schwierigen Lage – noch bis zum 30. September 1999 kommissarischer Intendant von Radio Bremen. 
In seine Zeit fiel unter anderem der Start der damaligen Jugendwelle Radio Bremen 4 im Dezember 1986. Viele innovative und erfolgreiche Programme – Bremen 4 bis Loriot – hat Radio Bremen unter seiner Leitung hervorgebracht. Er war viele Jahre Vorsitzender der ARD/ZDF-Kommission für Investitionsplanung und Rationalisierung, Mitglied in der Gesellschafterversammlung von Arte Deutschland und stellvertretender Vorsitzender des Fachausschusses für Hörfunk und Fernsehen beim Gemeinschaftswerk der Evangelischen Publizistik. Sein Nachfolger als Intendant war Dr. Heinz Glässgen.